# Team Milram

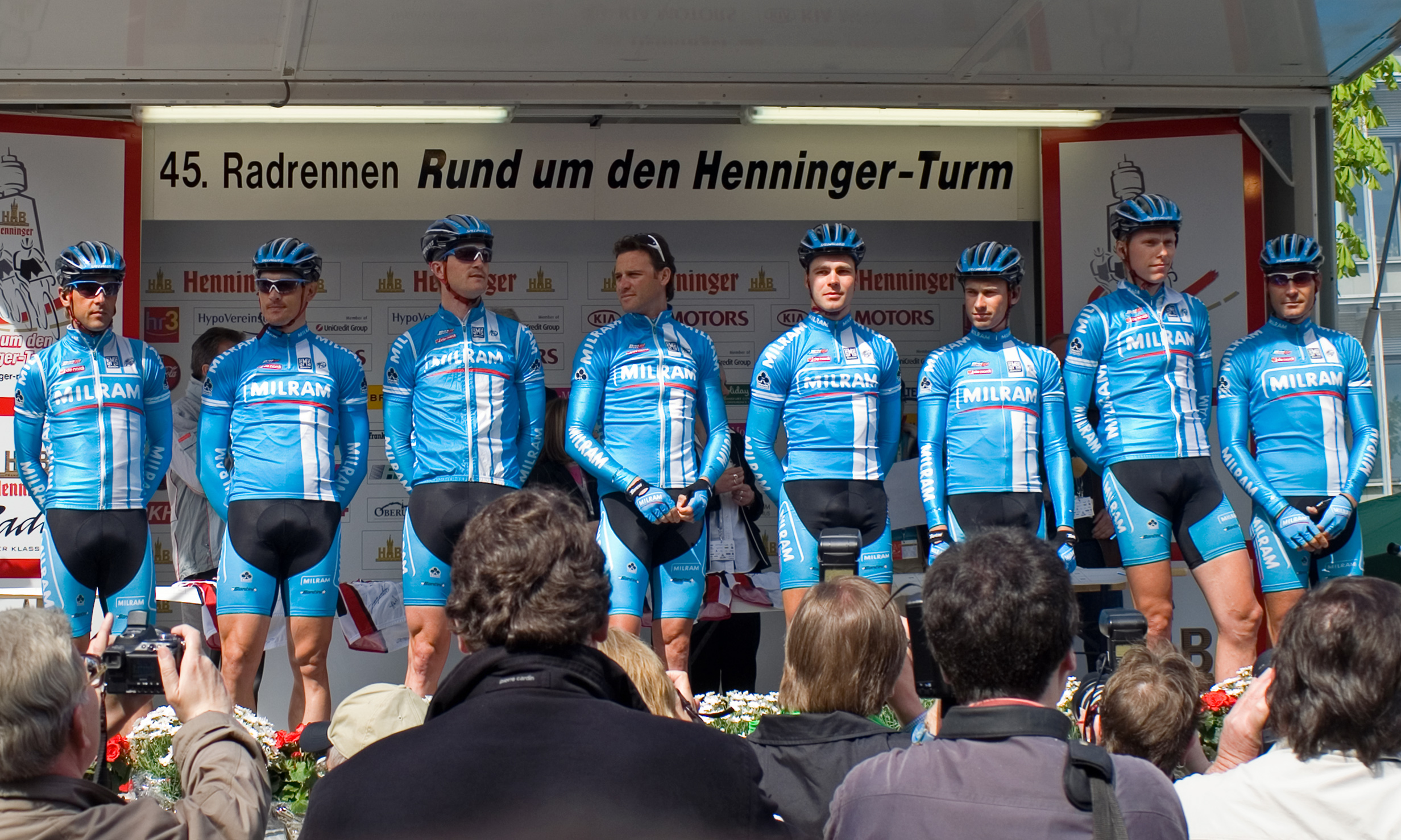
Delar av Team Milram under Rund um den Henninger-Turm 2006

Team Milram är ett tyskt cykelstall som tillhör UCI ProTour. Sponsorn Milram är en tysk mjölkproducent. Team Milram byggdes upp efter det nedlagda Domina Vacanze-stallet och delar av det nedlagda Fassa Bortolo-stallet inför säsongen 2006.
De stora stjärnorna i stallet är tysken Erik Zabel och italienaren Alessandro Petacchi. Laget består, precis som sina två storstjärnor, i huvudsak av italienska och tyska cyklister. 
Petacchi började 2006 bra med en andraplats i Milan-San Remo och en tredjeplats i Gent-Wevelgem. Han skadade sig under Giro d'Italia 2006 och var borta resten av säsongen. Han vann fem etapper och poängtävlingen i Giro d'Italia 2007. Han vann Niedersachsen-Rundfahrt under både 2006 och 2007. Han vann också Paris-Tours 2007. Petacchi blev dock avstängd av Team Milram efter att ha testats positivt för astmamedlet salbutamol under Giro d'Italia 2007, men kom snart tillbaka till stallet.
Christian Knees vann den tyska klassikern Rund um Köln 2006. Erik Zabel slutade tvåa på världsmästerskapen 2006. Zabel blev bästa spurtare på Tyskland runt 2006 och 2007. Han vann också tre etapper på Vuelta a España. Niki Terpstra vann bergsmästartävlingen i Tyskland runt 2007.
Även världsmästaren från 2003, Igor Astarloa, fanns med i lagets uppställning mellan 2007 och 2008. U23-världsmästaren Peter Velits blev kontrakterad inför säsongen 2008 och han tog med sig sin tvillingbror Martin Velits till stallet.
Team Milram blev ett tyskregistrerat lag inför säsongen 2008. Gerry van Gerwen tog över laget. De unga cyklisterna Martin och Peter Velits, Dominik Roels, Christian Kux, Artur Gajek, Markus Eichler och Luca Barla. Christian Kux var den första cyklisten från Team Milrams Continental-stall att bli professionell.

## Team Milram 2010
| Namn                | Födelsedag | Nationalitet  | Stall 2008           |
| Gerald Ciolek       | 19.09.1986 | Tyskland      |                      |
| Wim De Vocht        | 29.04.1982 | Belgien       | Silence-Lotto        |
| Markus Eichler      | 18.02.1982 | Tyskland      |                      |
| Robert Förster      | 27.01.1978 | Tyskland      |                      |
| Markus Fothen       | 09.09.1981 | Tyskland      |                      |
| Thomas Fothen       | 06.04.1983 | Tyskland      |                      |
| Johannes Fröhlinger | 09.06.1985 | Tyskland      |                      |
| Arthur Gajek        | 18.04.1985 | Tyskland      |                      |
| Linus Gerdemann     | 16.09.1982 | Tyskland      |                      |
| Roger Kluge         | 05.02.1986 | Tyskland      | LKT Team-Brandenburg |
| Servais Knaven      | 06.03.1971 | Nederländerna |                      |
| Christian Knees     | 05-03-1981 | Tyskland      |                      |
| Dominik Nerz        | 25.08.1989 | Tyskland      | Milram Continental   |
| Luke Roberts        | 25.01.1977 | Australien    | Kuota-Senges         |
| Dominik Roels       | 21.01.1987 | Tyskland      |                      |
| Thomas Rohregger    | 23.12.1982 | Österrike     |                      |
| Matthias Russ       | 14.11.1983 | Tyskland      |                      |
| Björn Schröder      | 27.10.1980 | Tyskland      |                      |
| Roy Sentjens        | 15.12.1980 | Belgien       | Silence-Lotto        |
| Wim Stroetinga      | 23.05.1985 | Nederländerna |                      |
| Niki Terpstra       | 18.05.1984 | Nederländerna |                      |
| Paul Voss           | 26.03.1986 | Tyskland      |                      |
| Fabian Wegmann      | 20.06.1980 | Tyskland      |                      |
| Peter Wrolich       | 30.05.1974 | Österrike     |                      |

## Team Milram 2009
| Namn                | Födelsedag        | Nationalitet  | Stall 2008       |
| Luca Barla          | 29 september 1987 | Italien       |                  |
| Gerald Ciolek       | 19 september 1986 | Tyskland      | Team Columbia    |
| Markus Eichler      | 18 februari 1982  | Tyskland      |                  |
| Robert Förster      | 27 januari 1978   | Tyskland      | Gerolsteiner     |
| Markus Fothen       | 9 september 1981  | Tyskland      | Gerolsteiner     |
| Thomas Fothen       | 6 april 1983      | Tyskland      | Gerolsteiner     |
| Johannes Fröhlinger | 3 maj 1985        | Tyskland      | Gerolsteiner     |
| Artur Gajek         | 18 april 1985     | Tyskland      |                  |
| Linus Gerdemann     | 16 september 1982 | Tyskland      | Team Columbia    |
| Servais Knaven      | 6 mars 1971       | Nederländerna | Team Columbia    |
| Christian Knees     | 5 mars 1981       | Tyskland      |                  |
| Christian Kux       | 3 maj 1985        | Tyskland      |                  |
| Martin Müller       | 5 april 1974      | Tyskland      |                  |
| Dominik Roels       | 21 januari 1987   | Tyskland      |                  |
| Thomas Rohregger    | 23 december 1982  | Österrike     | Elk Haus-Simplon |
| Matthias Russ       | 14 november 1983  | Tyskland      | Gerolsteiner     |
| Ronny Scholz        | 24 april 1978     | Tyskland      | Gerolsteiner     |
| Björn Schröder      | 27 oktober 1980   | Tyskland      |                  |
| Wim Stroetinga      | 23 maj 1985       | Nederländerna | Ubbink-Syntec    |
| Niki Terpstra       | 18 maj 1984       | Nederländerna |                  |
| Martin Velits       | 21 februari 1985  | Slovakien     |                  |
| Peter Velits        | 21 februari 1985  | Slovakien     |                  |
| Paul Voss           | 18 maj 1984       | Tyskland      | Team 3C Gruppe   |
| Fabian Wegmann      | 20 juni 1980      | Tyskland      | Gerolsteiner     |
| Peter Wrolich       | 30 maj 1974       | Österrike     | Gerolsteiner     |

- Cyklisterna har blivit sparkade av stallet under säsongen 2008.